# Béringie
La Béringie est un pont terrestre qui a existé à plusieurs reprises entre la Sibérie orientale et l'Alaska, à la place de l'étroit bras de mer, appelé le détroit de Béring, qui sépare aujourd'hui l’Amérique du Nord de l'Asie.

## Histoire
Lors des glaciations quaternaires successives, le niveau des océans baissait de plusieurs dizaines de mètres, du fait de la mobilisation des eaux gelées dans les calottes glaciaires continentales en zone polaire et circumpolaire. Il baissa jusqu'à 120 mètres sous le niveau actuel lors du dernier maximum glaciaire, il y a quelque 21 000 ans.
Du fait de la baisse du niveau des mers, le détroit de Béring, qui sépare aujourd'hui la Sibérie et l'Alaska, mais qui présente une faible profondeur, s'est trouvé exondé à de nombreuses reprises. Cette bande de terre ferme est appelée Béringie. Elle était recouverte d'une végétation rase, constituée principalement d’herbe et de petits buissons, une nourriture idéale pour les mammouths laineux, les équidés sauvages, les caribous et les bisons, permettant ainsi le passage des animaux, parmi lesquels ceux de grande taille (la mégafaune) et celle des carnivores à leur suite.

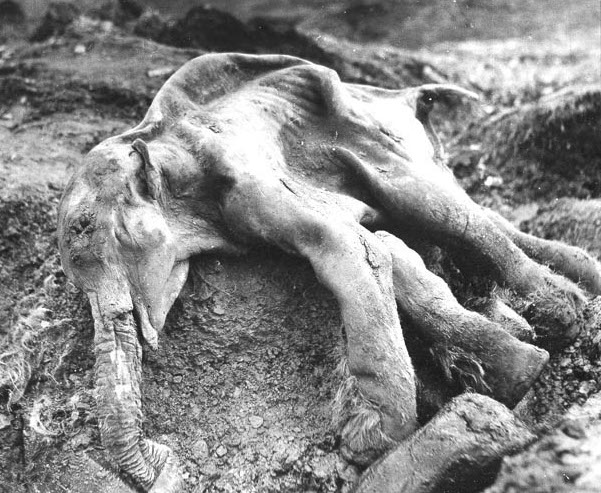
Mammouth juvénile découvert fossilisé en 1977 dans le bassin de la Kolyma (oblast de Magadan, en Sibérie). Datation estimée : 38000 ans AP.

## Peuplement de l'Amérique
Ce pont terrestre est la route empruntée par les premiers arrivants en Amérique au cours de la dernière période glaciaire. Les grands herbivores étaient chassés par les groupes humains de Sibérie, ce qui a conduit ces derniers à entrer à pied sec sur le continent américain. En suivant les mouvements des animaux, ils sont passés insensiblement de Sibérie en Alaska. À partir de là, ils ont gagné un peu plus tard le reste de l’Amérique du Nord et du Sud. La découverte en Béringie de l'Est d'ossements animaux datant de 24 000 ans appuie cette théorie.
Selon une étude publiée en 2020 par une équipe composée d'archéologues de l’Université d’Oxford et de l’Université de Zacatecas au Mexique, des groupes humains se seraient installés en Amérique il y a au moins 33 000 ans,,, et il y a au moins 40 000 ans selon les vestiges archéologiques mis au jour depuis 2008 par l'équipe du préhistorien français Éric Boëda sur plusieurs sites du Parc national de la Serra da Capivara, dans l'état du Piauí, au Brésil. Ces occupations auraient précédé l'arrivée ultérieure des Paléoindiens, ancêtres des actuels Amérindiens.
Sur la base d'études génétiques menées sur les actuels Amérindiens, le nombre de Paléoindiens établis en Alaska vers 20 000 ans AP, avant qu'ils se diffusent sur le continent américain, est estimé aux alentours de 2 000 individus. Leur diffusion sur le reste du continent a entrainé un bond démographique, puis à nouveau un fort accroissement après la fin de la dernière période glaciaire.
À mesure que le climat s’est réchauffé au cours du Tardiglaciaire puis de l'Holocène, les glaciers ont fondu et les niveaux marins sont remontés. Il y a environ 14 000 ans, le pont terrestre de la Béringie a été submergé par la mer, formant l'actuel détroit de Béring.

## Autres régions d'Asie
D'autres ponts terrestres apparurent à la même époque en Asie : l'Australie, la Tasmanie, et la Nouvelle-Guinée formaient un seul et même continent appelé Sahul. Les îles indonésiennes occidentales étaient rattachées au continent asiatique sous le nom de Sunda. Enfin, le Japon était relié à la Corée.